# Дэвидсон, Джимми
Дже́ймс А́ндерсон Дэ́видсон (англ. James Anderson Davidson; 8 ноября 1925, Douglas Water — 24 января 1996) — шотландский футболист, играл на позиции центрального защитника. Участник чемпионата мира 1954 года.

## Биография

### Клубная карьера
Во время Второй мировой войны в подростковом возрасте работал в шахтах. В 1945 году подписал контракт с клубом «Партик Тисл», но был отправлен в резервную команду. Начиная как полузащитник, Дэвидсон быстро освоил позицию центрального защитника. В 1949 году он закрепился в основном составе команды, в которой затем стал капитаном. Несмотря на интерес более сильных клубов, он продолжал играть за «Тисл», с которым выиграл 3 Кубка Глазго. В общей сложности он сыграл за «Джагс» более 400 мтчей и забил 46 голов.
В 1960 году перешёл в «Инвернесс Каледониан», за который играл в течение трёх сезонов. Завершил игровую карьеру в 1963 году в возрасте 38 лет.

### Карьера в сборной
В составе сборной Шотландии принимал участие на чемпионате мира 1954 года, где сыграл в двух матчах группового этапа со сборными Австрии (0:1) и Уругвая (0:7). Сборная Шотландии не вышла из группы, заняв последнее место. Всего за сборную Шотландии сыграл 8 матчей и забил 1 гол.

### Смерть
Скончался 24 января 1996 года в возрасте 70 лет.